# Malce (Białoruś)
Malce (biał. Мальцы; ros. Мальцы) – wieś na Białorusi, w obwodzie witebskim, w rejonie miorski, w sielsowiecie Uźmiony.

## Historia
W czasach zaborów ówczesny zaścianek w gminie Czeress, w powiecie dzisieńskim, w guberni wileńskiej Imperium Rosyjskiego.
W latach 1921–1945 wieś leżała w Polsce, w województwie wileńskim, w powiecie dziśnieńskim, od 1926 w powiecie brasławskim, w gminie Czeress, a od 1927 w gminie Leonpol.
Według Powszechnego Spisu Ludności z 1921 roku zamieszkiwały tu 63 osoby, 26 było wyznania rzymskokatolickiego, a 37 prawosławnego. Jednocześnie 26 mieszkańców  zadeklarowało polską przynależność narodową, 36 białoruską, a 1 rosyjską. Było tu 14 budynków mieszkalnych. W 1931 w 16 domach zamieszkiwało 67 osób.
Wierni należeli do parafii rzymskokatolickiej i prawosławnej w m. Czeress. Miejscowość podlegała pod Sąd Grodzki w Druji i Okręgowy w Wilnie; właściwy urząd pocztowy mieścił się w Leonpolu.
W wyniku napaści ZSRR na Polskę we wrześniu 1939 miejscowość znalazła się pod okupacją sowiecką. 2 listopada została włączona do Białoruskiej SRR. Od czerwca 1941 roku pod okupacją niemiecką. W 1944 miejscowość została ponownie zajęta przez wojska sowieckie i włączona do obwodu mińskiego Białoruskiej SRR. Do 1962 roku siedziba władz sielsowietu Malce.
Od 1991 w składzie niepodległej Białorusi.